# Середній (струмок)
Середній — струмок  в Україні, у  Рахівському районі Закарпатської області, лівий доплив Чорної Тиси (басейн Дунаю).

## Опис
Довжина струмка приблизно 4 км.

## Розташування
Бере  початок на південно-східній стороні від гірської вершини Чорна Клева. Тече переважно  на південний схід і на заході від села Чорна Тиса впадає у річку Чорну Тису, праву притоку Тиси.